# Matthew Strazel
Matthew Strazel (Bourg-la-Reine, 5 agosto 2002) è un cestista francese.

## Statistiche

### Eurolega
| Anno      | Squadra  | PG  | PT | MP   | TC%  | 3P%  | TL%  | RP  | AP  | PRP | SP  | PP  |
| --------- | -------- | --- | -- | ---- | ---- | ---- | ---- | --- | --- | --- | --- | --- |
| 2019-2020 | ASVEL    | 16  | 2  | 13,9 | 39,6 | 41,4 | 76,9 | 0,7 | 1,6 | 0,2 | 0,0 | 4,0 |
| 2020-2021 | ASVEL    | 20  | 3  | 13,1 | 35,5 | 32,4 | 85,0 | 1,0 | 1,4 | 0,2 | 0,0 | 3,6 |
| 2021-2022 | ASVEL    | 30  | 1  | 15,3 | 30,5 | 32,7 | 82,6 | 0,7 | 1,9 | 0,3 | 0,0 | 3,4 |
| 2022-2023 | Monaco   | 25  | 3  | 8,1  | 44,0 | 32,0 | 66,7 | 0,2 | 0,6 | 0,2 | 0,0 | 2,5 |
| 2023-2024 | Monaco   | 17  | 11 | 13,1 | 38,7 | 30,8 | 79,2 | 0,6 | 1,8 | 0,5 | 0,0 | 4,4 |
| 2024-2025 | Monaco   | 41  | 9  | 20,2 | 45,0 | 41,0 | 84,3 | 1,2 | 2,4 | 0,5 | 0,0 | 8,3 |
| Carriera  | Carriera | 149 | 29 | 14,8 | 40,0 | 37,0 | 81,5 | 0,8 | 1,7 | 0,3 | 0,0 | 4,8 |

## Palmarès
- Campionato francese: 4

ASVEL: 2020-2021, 2021-2022
Monaco: 2022-2023, 2023-2024
- Coppa di Francia: 2

ASVEL: 2020-2021
Monaco: 2022-2023